# Navire poseur de canalisations

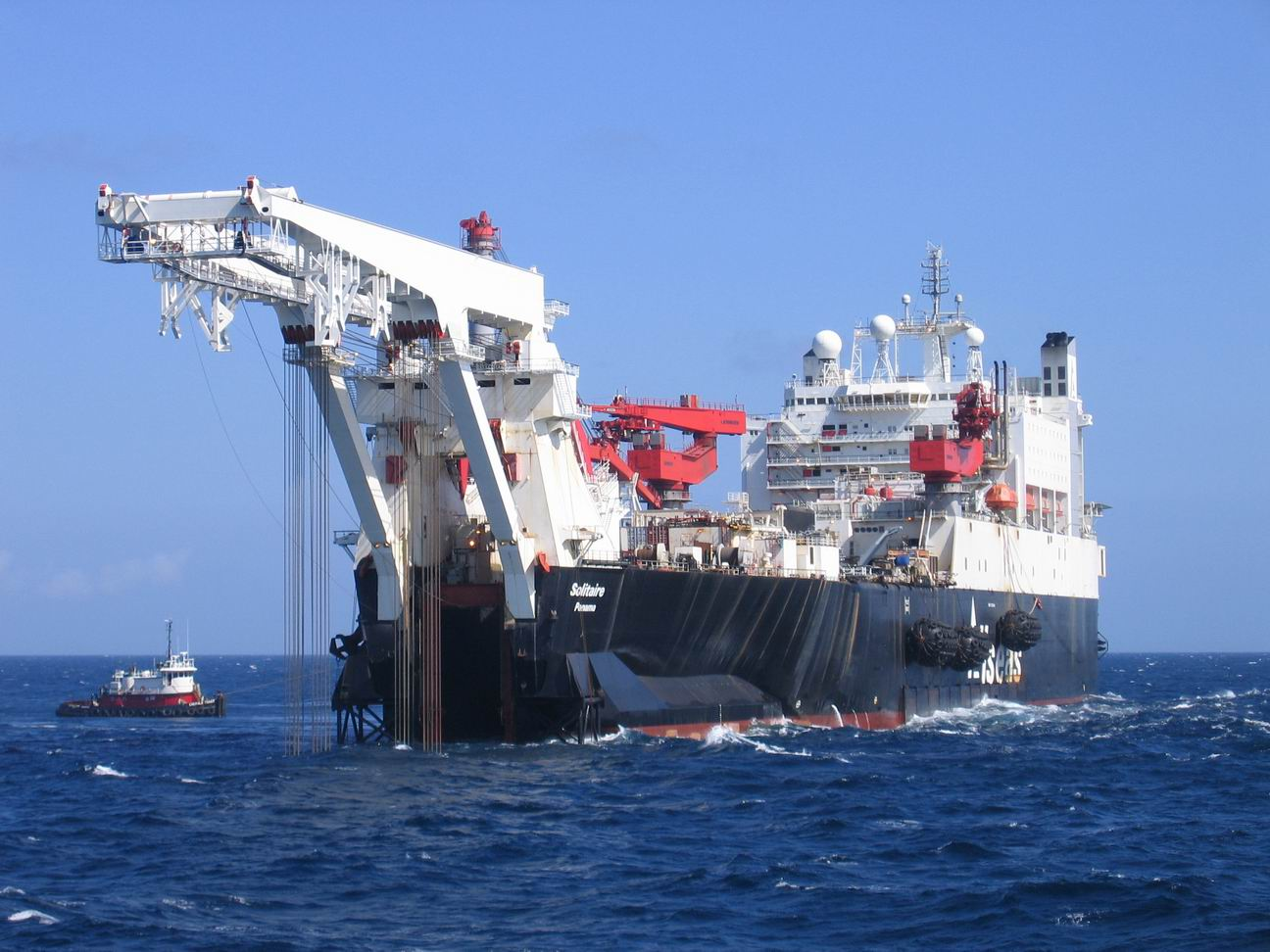
Le Solitaire, le plus grand poseur de canalisations au monde, de fabrication néerlandaise

Un navire poseur de canalisations est un navire utilisé dans la construction d'infrastructures sous-marines, le plus souvent des canalisations de types oléoducs ou gazoducs. Il est également utilisé pour connecter des plates-formes de forage situées au large à des raffineries à terre. Les navires poseurs de canalisations sont parfois d'autres navires de charges comme des vraquiers, des semi-submersibles ou autres bâtiment transporteur de charges lourdes, reconvertis. Ils sont dotés de grues. La pose de canalisations a déjà été opérée à plus de 2 500 m de profondeur.
Pour assurer la stabilité et la vitesse du navire pendant la pose, des lourdes ancres sont jetées de part et d'autre du bâtiment ; on se sert également du système de positionnement dynamique.